# Holborn
Holborn (/ˈhoʊbən/) è un'area della Central London ma è anche il nome di una strada principale orientata secondo la direzione est-ovest che da St Giles's High Street va a Gray's Inn Road lambendo i confini della City of Westminster, il London Borough of Camden e la City of London.

## Storia
La prima menzione dell'area si trova in un documento dell'Abbazia di Westminster di Edgar d'Inghilterra, datato 959. Questo parla dell'"antica chiesa di legno di St Andrew" (St Andrew, Holborn). Essa era un tempo al di fuori della giurisdizione della City e parte dell'Ossulstone Hundred nel Middlesex. Nel XII secolo, St Andrew's veniva descritta come sita sulla strada 
"Holburnestrate" (Holborn Street)
Il nome Holborn può essere derivato dal medio inglese "hol" per hollow (vuoto) e bourne (ruscello), un torrente, riferito al fiume Fleet che qui scorreva fino ad alcuni secoli addietro ed ora scorre interrato sotto la città di Londra Lo storico del XVI secolo John Stow attribuiva il nome al Old Bourne ("vecchio torrente"), un minuscolo torrentello che si immetteva nel Fleet ad Holborn Bridge, una struttura persa quando il fiume Fleet venne interrato nel 1732. Il corso esatto del fiume non è noto ma secondo Stow esso iniziava da una delle diverse sorgenti esistenti vicino Holborn Bar, l'antica porta doganale della City posta alla sommità di Holborn Hill Altri storici, comunque, dubitano che il pendio della collina potesse ospitare un tale corso d'acqua.
I confini originari furono quelli della City of London dal 1223, quando la giurisdizione della City venne estesa al di là delle Mura di Londra, a Newgate nei suburbi dell'area fino al 1994 quando i confini vennero estesi a Chancery Lane. Nel 1394 venne creato il rione di Farringdon Without ma soltanto l'area a sud di Holborn passò sotto la sua giurisdizione Il Distretto di Holborn venne creato nel 1855 e venne inglobato nel 1900 dal Borgo metropolitano di Holborn che fu poi abolito nel 1965 quando la sua area venne annessa al Borgo londinese di Camden.
Nel XVIII secolo, a Holborn si trovava il famoso bordello per omosessuali detto Mother Clap sito in quello che è oggi High Holborn. Il quartiere di Holborn era un vero e proprio centro di divertimento con sale per spettacoli e 22 locande o taverne ivi ubicate intorno al 1860. Nel 1857 venne costruito il teatro Holborn Empire, originariamente chiamato Weston's Music Hall, rimasto aperto fino al 1960, quando venne demolito per i danni strutturali causategli dal the Blitz. Il teatro proiettò il primo film lungometraggio nel 1914, dal titolo The World, the Flesh and the Devil, un film di 50 minuti dal contenuto drammatico.
Charles Dickens prese residenza al Furnivall's Inn, ubicato nel luogo in cui oggi si trova il palazzo della Prudential plc. Dickens inquadrò anche il suo personaggio "Pip", nel romanzo Great Expectations, nel residence Barnard's Inn posto di fronte al Gresham College. Nel quartiere di Holborn sono ubicate anche tre delle Inns of Court e Gray's Inn è una di queste assieme a Lincoln's Inn. Questo dimostra il collegamento dell'area con la professione legale sin dall'epoca medioevale.

## Galleria d'immagini

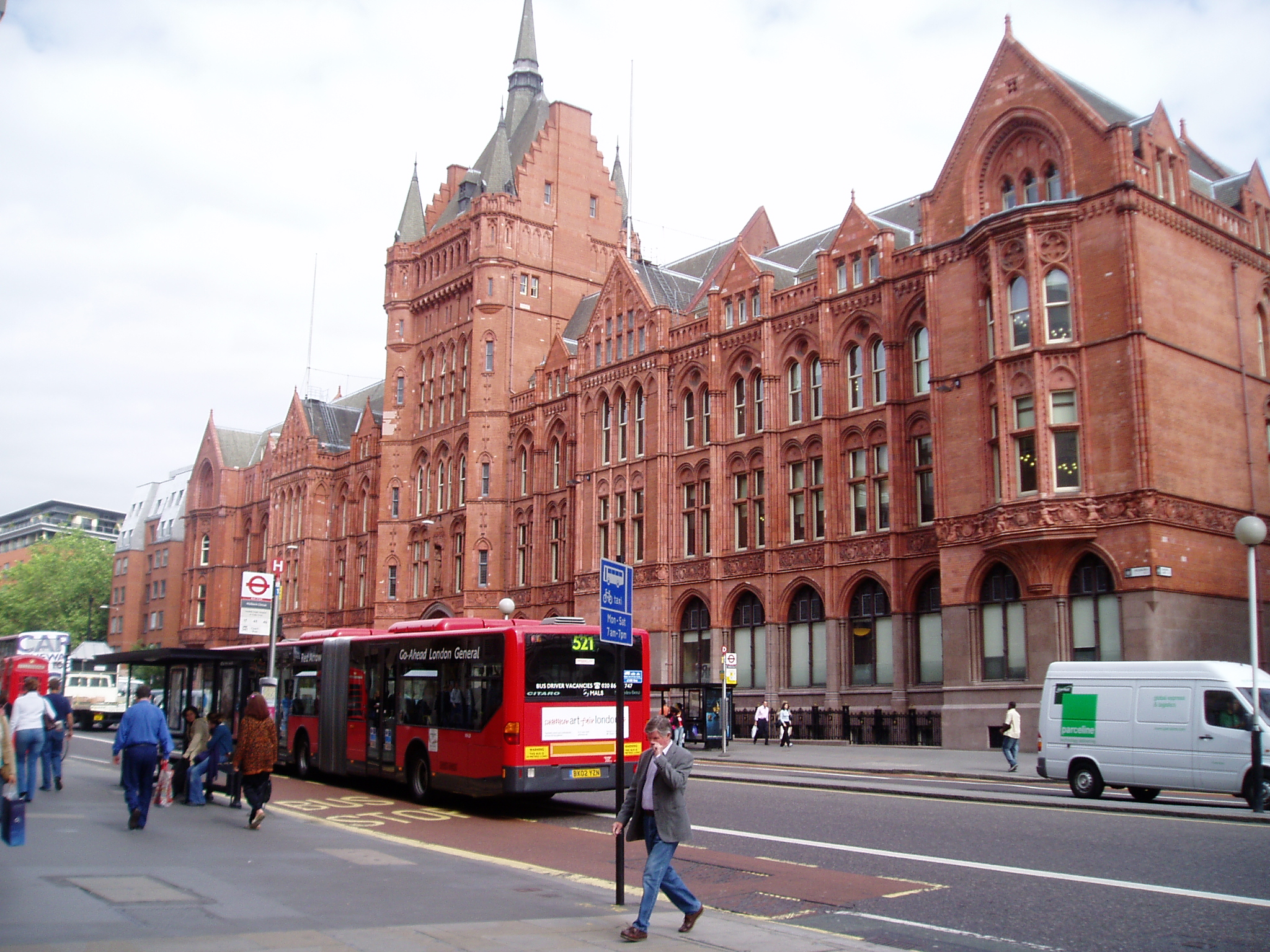
Holborn Bars, sede della Prudential Assurance Company
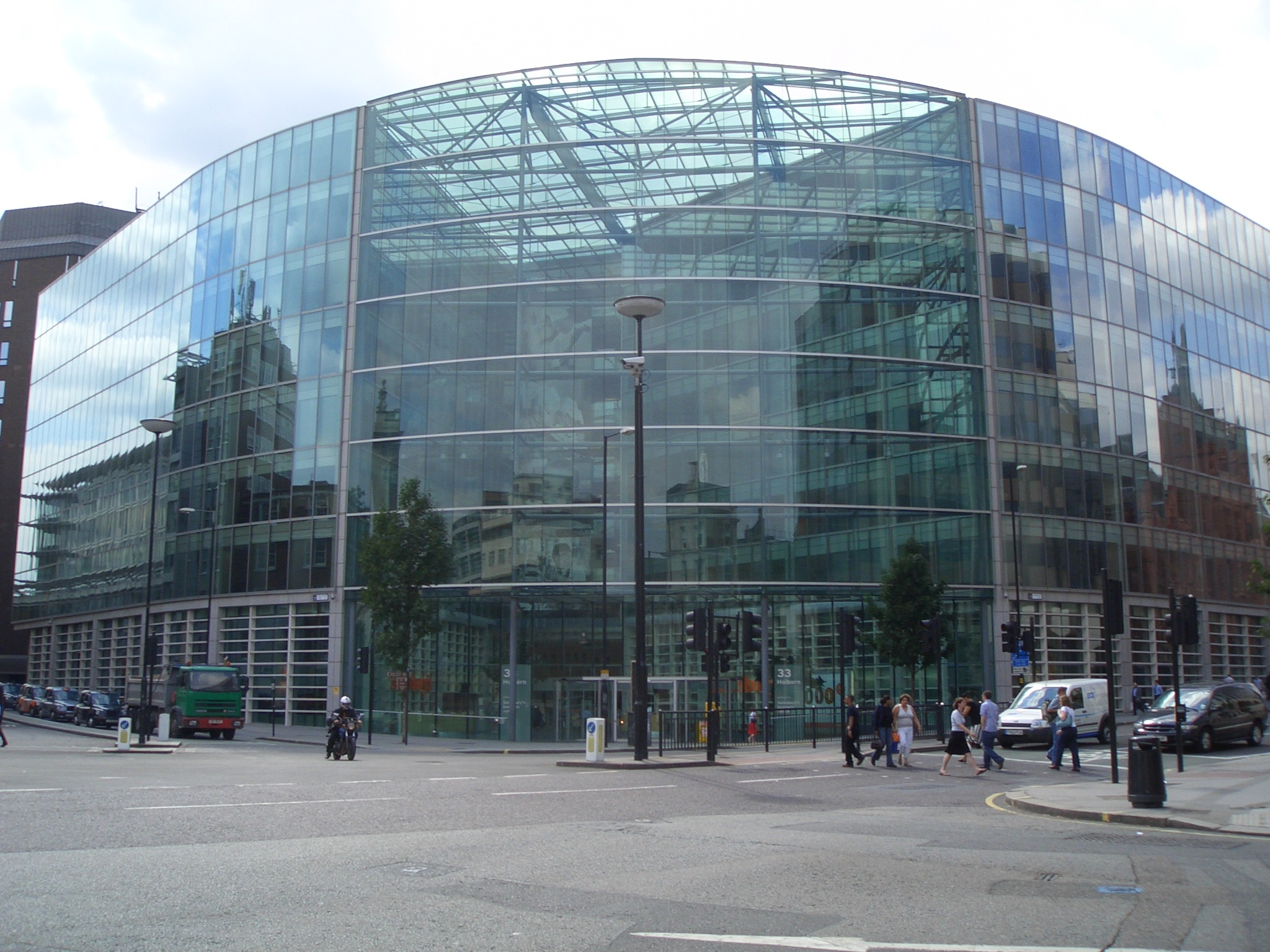
Sede della J Sainsbury plc a Holborn Circus
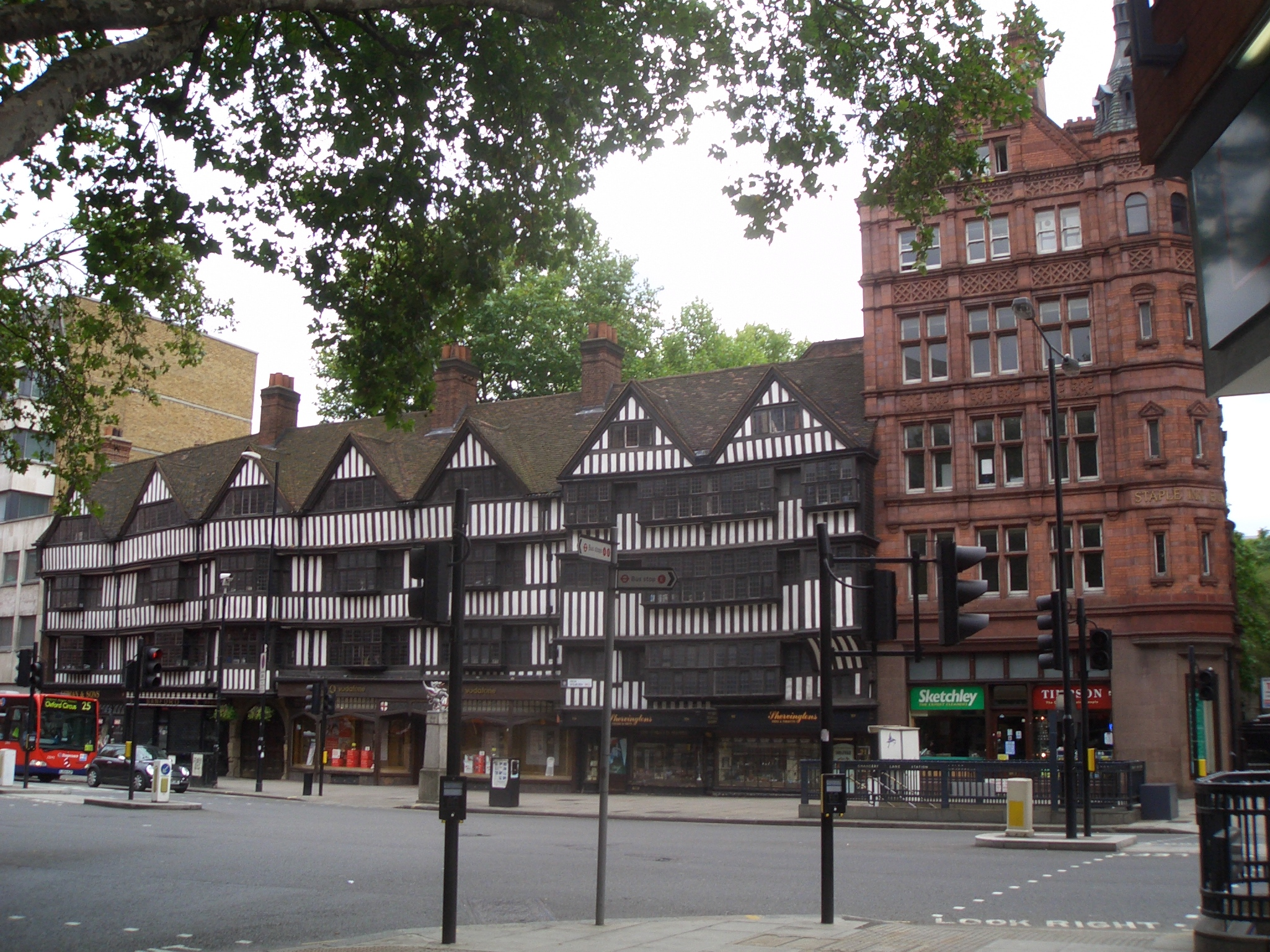
Staple Inn, edificio vicino alla fermata della metropolitana di Chancery Lane
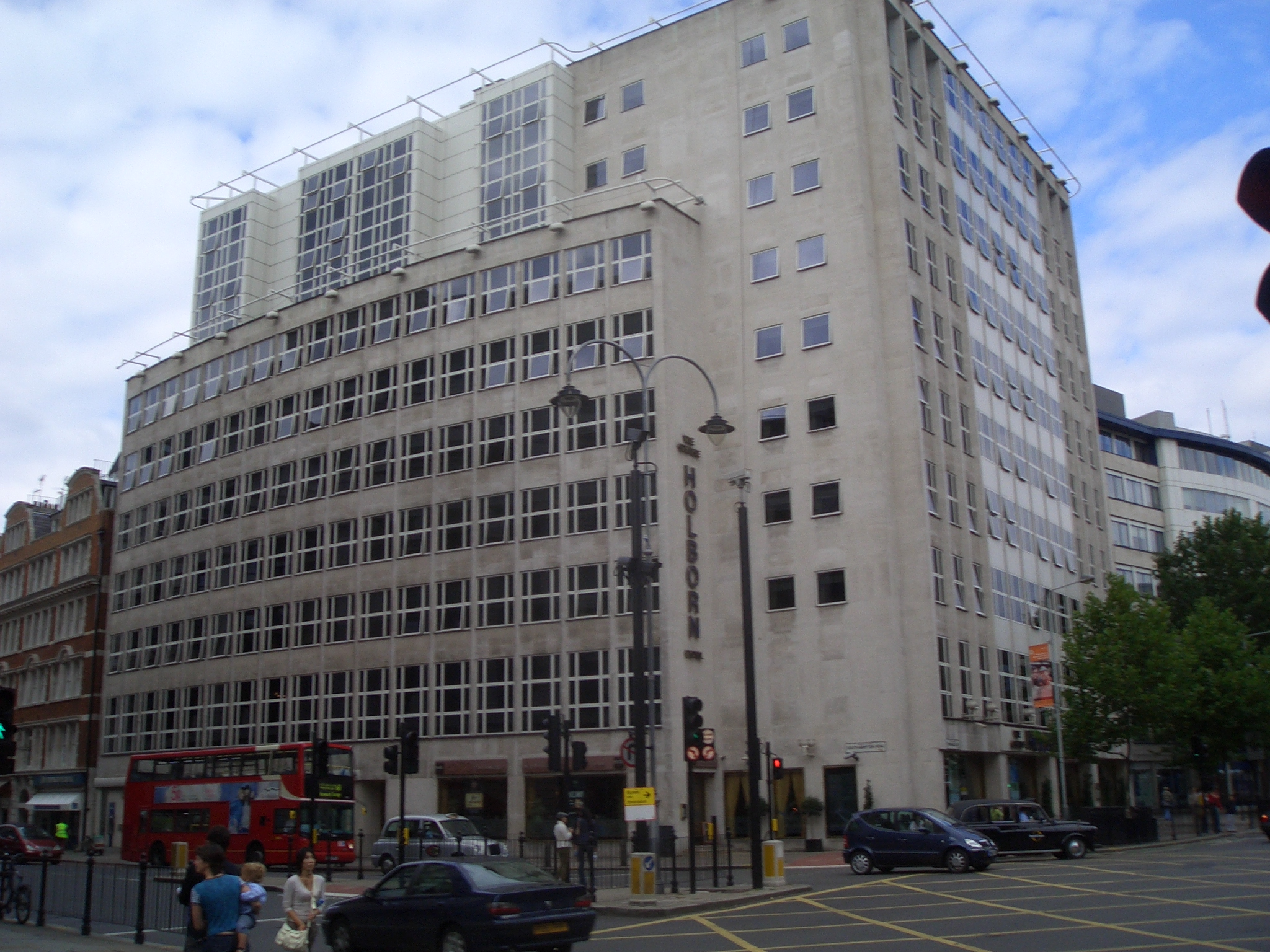
Grange Holborn Hotel a Holborn
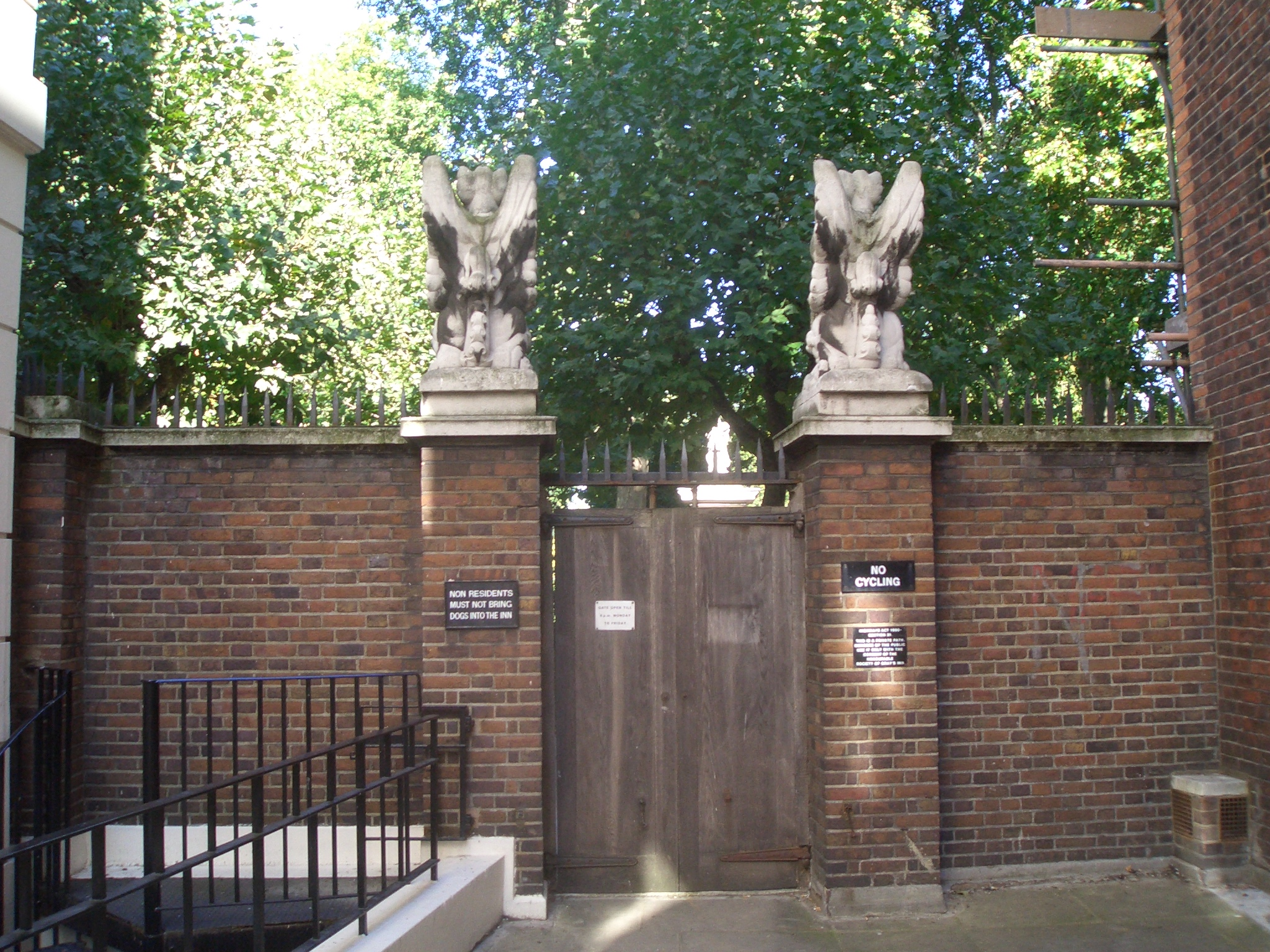
Ingresso al Gray's Inn